# Cerea feae
Cerea feae is een hooiwagen uit de familie Assamiidae.